# ザ・ゴールデン・エイト
『ザ・ゴールデン・エイト』（The Golden 8）は、アメリカ出身のジャズ・ドラマーであるケニー・クラークと、ベルギーのジャズ作曲家・ピアニストであるフランシー・ボランが、ケルンにて録音し、1961年にブルーノート・レコードからケニー・クラーク＝フランシー・ボラン・アンド・カンパニー（Kenny Clarke - Francy Boland And Company）名義で発表したアルバム。プロデューサーはジジ・キャンピ。
1961年5月18日から19日にかけてケルンで録音され、後にルディ・ヴァン・ゲルダーがマスタリングした。
このアルバムが「ケニー・クラーク＝フランシー・ボラン・ビッグ・バンド」の発足へとつながった。

## 評価
オールミュージックでは三ツ星 。
| 専門評論家によるレビュー | 専門評論家によるレビュー |
| レビュー・スコア         | レビュー・スコア         |
| 出典                     | 評価                     |
| ------------------------ | ------------------------ |
| Allmusic                 | [ 2 ]                    |

## 収録曲
特記ないものはフランシー・ボラン作曲。
1. ラ・カンピマニア - "La Campimania" - 3:28
2. グローリア - "Gloria" （ブロニスラウ・ケイパー、マック・デヴィッド） - 5:02
3. ハイ・ノーツ - "High Notes" - 3:59
4. 朝日のようにさわやかに - "Softly As In A Morning Sunrise"（オスカー・ハマースタインII、シグマンド・ロンバーグ） - 3:38
5. ザ・ゴールデン・エイト - "The Golden Eight" - 4:49
6. ストレンジ・ミーティング - "Strange Meeting" - 3:47
7. ユード・ビー・ソー・ナイス・トゥ・カム・ホーム・トゥ - "You'd Be So Nice To Come Home To"（コール・ポーター） - 2:48
8. ドリアン0437 - "Dorian 0437" - 5:45
9. プア・バタフライ - "Poor Butterfly"（ジョン・ゴールデン、レイモンド・ハッベル） - 6:49
10. バス・クート - "Basse Cuite" - 3:08

## パーソネル
- ケニー・クラーク - ドラム
- フランシー・ボラン - ピアノ
- ダスコ・ゴイコヴィッチ - トランペット
- レイモンド・ドロツ - アルトホルン
- デレク・ハンブル - アルト・サクソフォーン
- カール・ドレヴォ - テナー・サクソフォーン
- クリス・ケレンス - ユーフォニアム
- ジミー・ウッド - ベース